# Metoda Monte Carlo
Metode Monte Carlo so stohastične (deterministične) simulacijske metode ali algoritmi, ki s pomočjo naključnih ali kvazinaključnih števil in velikega števila izračunov in ponavljanja omogočajo predvidevanje obnašanja zapletenih matematičnih sistemov.

## Zgodovina
Prvotno so bile iznajdene v državnem laboratoriju v mestu Los Alamos v ZDA nedolgo po koncu 2. svetovne vojne. Takrat je bilo v ZDA ravno končan prvi elektronski računski stroj in znanstveniki v Los Alamosu so razmišljali o tem, kako bi se ga dalo najbolje izkoristiti za razvoj jedrskega orožja (vodikove bombe). Leta 1946 je Ulam predlagal uporabo naključnega vzorčenja za simulacijo potovanja nevtronov in von Neumann je predlog leta 1947 realiziral. S tem so bile omogočene simulacije preprostih razmer, ki pa so bile vseeno pomembne za uspešno izvedbo projekta. Ulam in Metropolis sta leta 1949 objavila članek, v katerem sta opisala svoje ideje, čemur je sledilo mnogo raziskav tekom 1950-ih let. Metode so dobile ime po glavnem mestu države Monako, ki je znano po svojih igralnicah in igrah na srečo (ime je predlagal Metropolis, eden od pionirjev te metode).

## Uporaba
V ekonomiji se uporabljajo za računanje poslovnega tveganja, spremembo vrednosti investicij, pri strateškem planiranju ipd.
V medicinski fiziki in radioterapiji se uporablja za načrtovanje doze za obsevanje tumorjev.